# 자란
자란(紫蘭, 문화어: 백급)은 난초과의 여러해살이풀이다.

## 생태
한국에서는 해남, 진도와 유달산에서 나는 여러해살이풀로 양지 쪽에서 자란다. 줄기는 단축되어 둥근 알뿌리로 되고 여기에서 5-6개의 잎이 서로 감싸면서 줄기처럼 된다. 잎은 긴 타원형이고 길이 20-30cm로서 밑부분이 좁아져서 잎집처럼 된다. 꽃은 5-6월에 피고 홍자색에서 흰색에 이르기까지 다양하고 성장이 좋으면 5~7송이 정도 달린다. 잎에 복륜 .호 등의 무늬 종도 있다.

## 쓰임새
관상용으로 심는다. 한방에서는 덩이줄기를 백급(白及)이라고 하며 수렴·지혈·배농제로서 상처와 위궤양 등에 사용한다. 중국에서는 가슴앓이·기침과 호흡곤란 치료에 사용하며, 또 점질이 있어 풀을 만들기도 한다.

## 재배 및 관리
배수와 통기가 잘 되는 토양에서 잘 자란다. 화분에 심을 때는 굵은 마사토를 바닥에 깔고, 그 위에 마사토와 시판 배양토 또는 마사토와 바크를 섞거나 동양란을 심는 흙에 난을 심는 방법으로 심는다. 밝은 그늘에 두고 과습하지 않도록 화분의 겉흙이 마르면 물을 준다.

## 참고 문헌
- 이 문서에는 다음커뮤니케이션(현 카카오)에서 GFDL 또는 CC-SA 라이선스로 배포한 글로벌 세계대백과사전의 내용을 기초로 작성된 글이 포함되어 있습니다.